# 孤独な旅人
孤独な旅人（こどくなたびびと）とはビート・ジェネレーションの代表的な小説家であるジャック・ケルアックの短編集である。原題名はLonesome Traveller（Lonesome Travelerと綴る場合もあり）。 1960年に発表された。

## 概要
『路上』と並びケルアックの代表的な作品であり、また作者の自伝的な小説だと考えられている。

## 収録作品
- 作者の序文（これは短編小説ではないがケルアックの内面を表現している。）
- 故郷なき者達の夜の桟橋
- メキシコの農民達
- 鉄道の大地
- キッチンの海の野蛮人達
- ニューヨーク・シーン
- 山上の孤独
- ヨーロッパへの大いなる旅
- 消えゆくアメリカのホーボー